# 두칭린

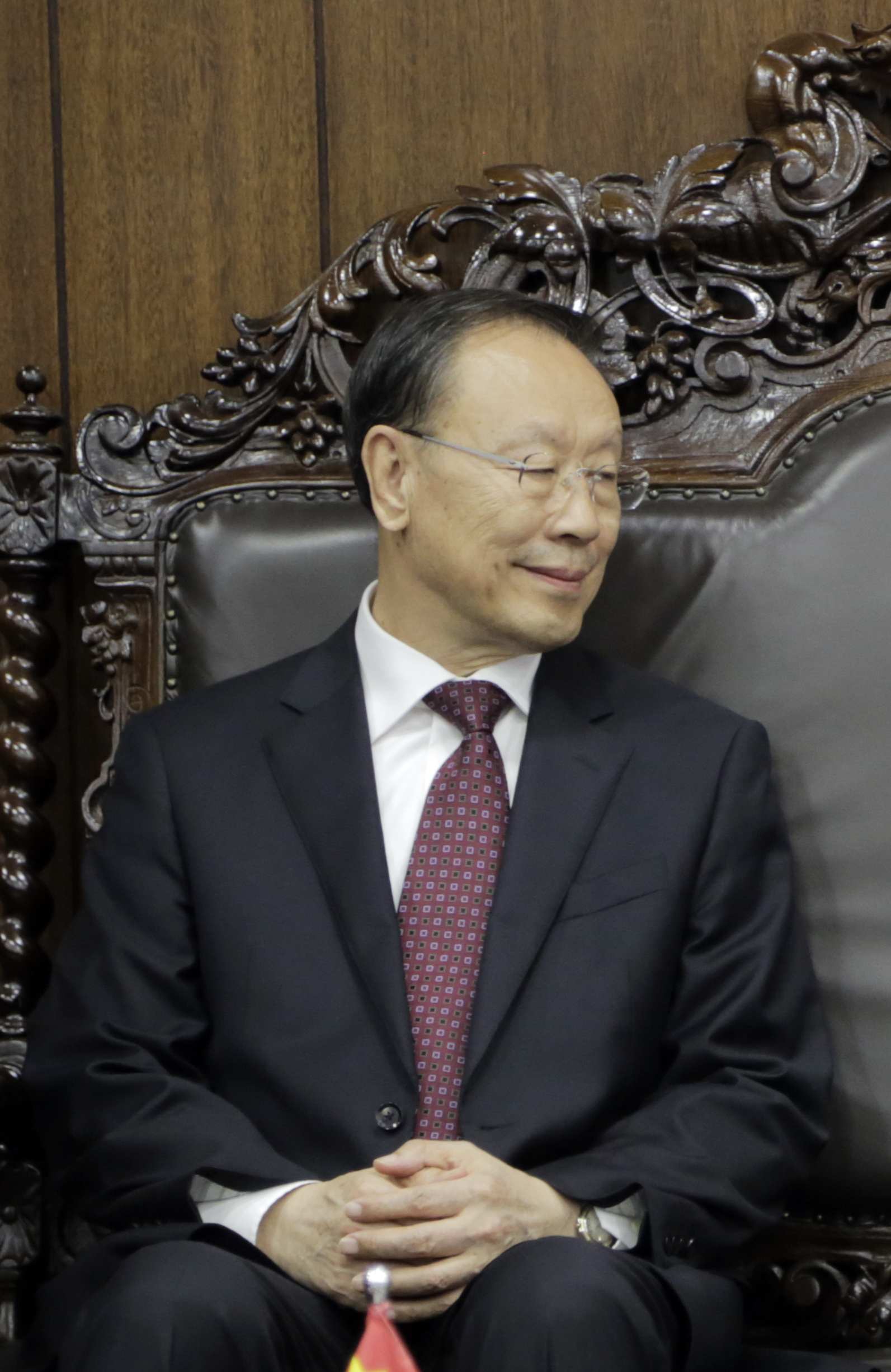

두칭린(중국어: 杜青林, 병음: Dù Qīnglín, 1946년 11월 ~ )은 중화인민공화국의 정치인이다. 지린 대학 법과 석사 과정을 수료했으며, 제17기와 18기 중국공산당 중앙위원회 위원이다. 현재, 정협 전국위원회 부주석을 맡고 있다.

## 생애
두칭린은 처음에 중국제일자동차 그룹(FAW Group) 제조 공장에서 일했으며, 중국 공산주의 청년단(공청단) 지린성 위원회에서 활동했다. 1984년부터 1991년까지, 지린 성 창춘시 당위원회 부서기 그리고 중국 공산당 지린 성 위원회 위원과 조직부장, 지린 성 당위원회 부서기를 지냈다. 1992년부터 중국공산당 하이난성 위원과 상임위원 그리고 부서기를 차례로 역임한 후, 1993년에 하이난 성 제1기 인민대표대회 상무위원회 주임으로 선출되었다. 같은 해, 제2기 중국공산당 하이난 성 당위원회 부서기로 선출된다. 또한 1998년부터 2001년까지는 하이난 성 위원회 서기를 지냈으며, 2001년부터 2006년까지는 중화인민공화국 농업부장을 역임했다.
그 후, 중국공산당 쓰촨성 위원회 서기, 쓰촨 성 전국인민대표대회 상무위원회 주임 등을 역임했고, 2007년에 류옌동(중국공산당 중앙정치국 위원) 후임으로 중국공산당 중앙통일전선작전부 부장 자리에 올랐다. 또 2008년에는 제11기 전국정치협상회의 제1차 회의에서 전국위원회 부주석으로 선출되었다.(25명의 부주석 중 제3위)